# Anna Maria de Koker

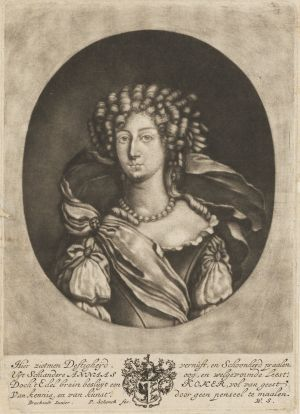
Anna Maria de Koker von Peter Schenk nach Van Breekvelt

Anna Maria de Koker, auch Anna Maria Caemersveldt (getauft am 12. November 1666 in Amsterdam – begraben am 17. Mai 1698 ebenda), war eine niederländische Dichterin, Malerin und Radiererin.

## Leben und Werk
Anna Maria de Koker wurde am 12. November 1666 in Amsterdam getauft. Sie stammte aus einer wohlhabenden Familie, die ein eigenes Wappen führte. Sie war die Tochter von Jan Agges de Kooker († 1684) und Anna Franck († 1688). Am 29. September 1684 heiratete sie Jan Camersfelt in Leiden. Das Paar hatte einen Sohn, entsprechend des Taufscheines des Sohnes, der 1685 getauft wurde, war Anna Maria de Koker römisch-katholisch.
Es ist wenig über ihre Arbeit als Künstlerin bekannt, jedoch sind viele ihrer Arbeiten als Plattenätzerin vorhanden und sie wird in vielen kunsthistorischen Nachschlagewerken behandelt. Es sind etwa 25 ihrer Werke bekannt, hauptsächlich handelt es sich um Landschaften. Sie gilt gemeinhin als Dilettantin. Laut Kramm war ihre Arbeit „von mittelmäßigem Kunstwert“, wurde aber teuer bezahlt. Peter Schenk der Jüngere fertigte ein graviertes Porträt von ihr nach Van Breekvelt junior, es enthält einen begleitenden Vers von Dirk Schelte.
Schelte schrieb vier weitere Gedichte über Anna Maria de Koker, seinen Angaben zufolge auf Wunsch ihrer Mutter sollten die „unter dem Bild ihrer Tochter geschnitzt zu werden“. Er spricht dabei auch von einem weiteren Porträt, bei dem würden die letzten beiden Zeilen lauten: „Denn wenn sie ätzt, graviert, rührt.“ Kehle, Besen oder Streicher '/ Oder Oboe: es lässt eine Seele beim Kitten nach oben segeln'. Dies zeigt, dass Anna Maria de Koker auch für ihre Musikalität bekannt war.

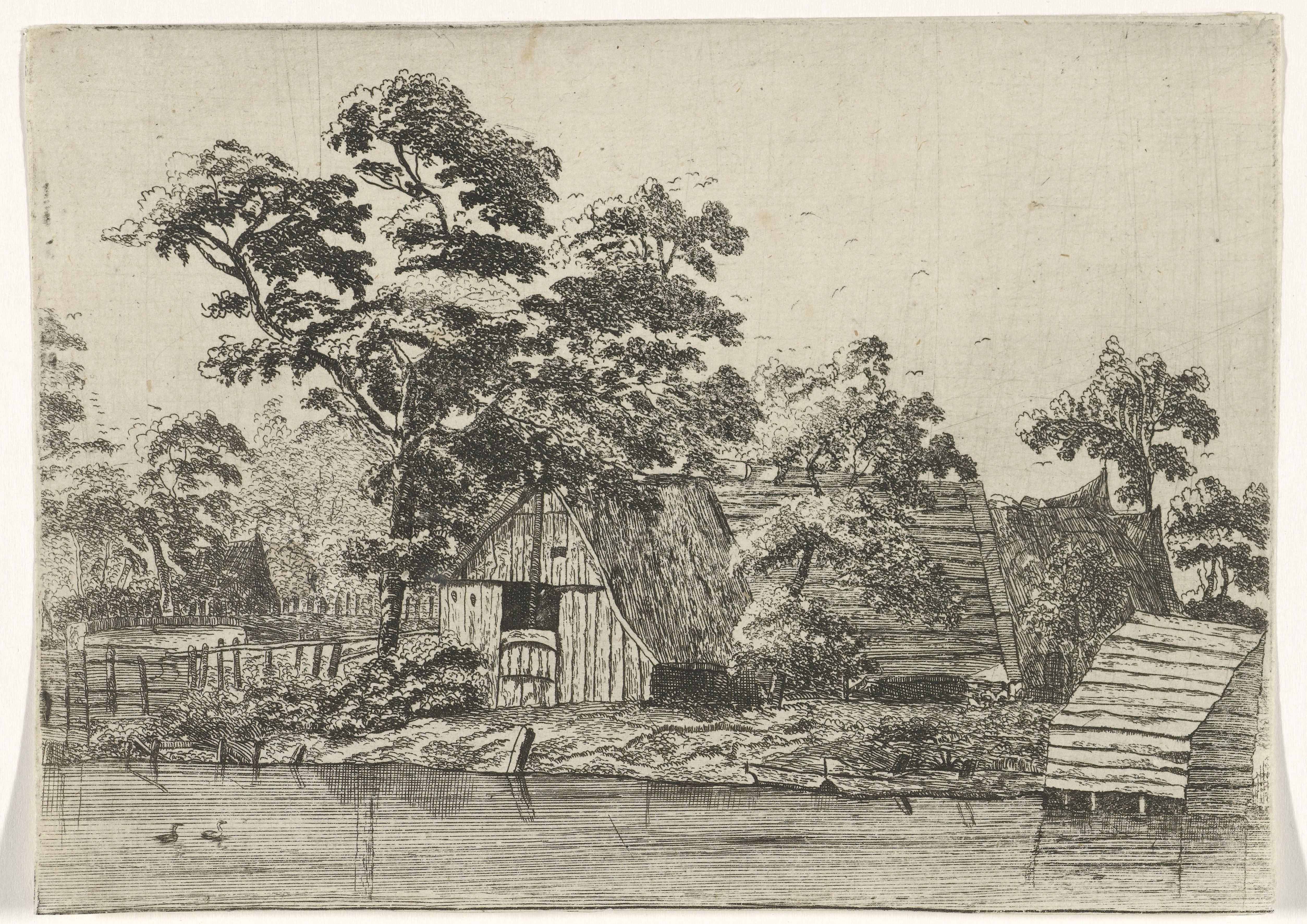
Haus am Wasser (Rijksmuseum Amsterdam)
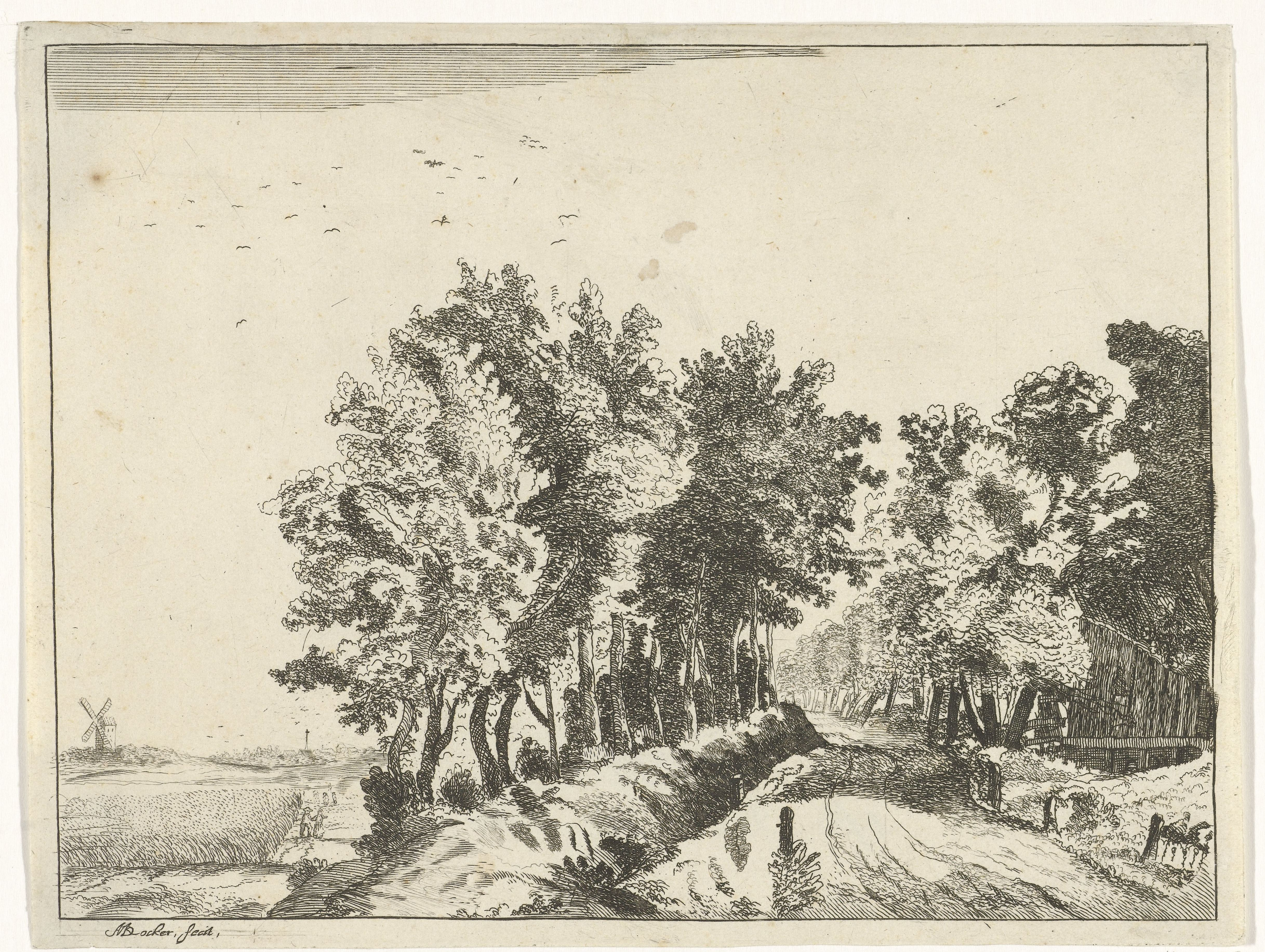
Landschaft mit einer Hütte an der Straße (Rijksmuseum Amsterdam)
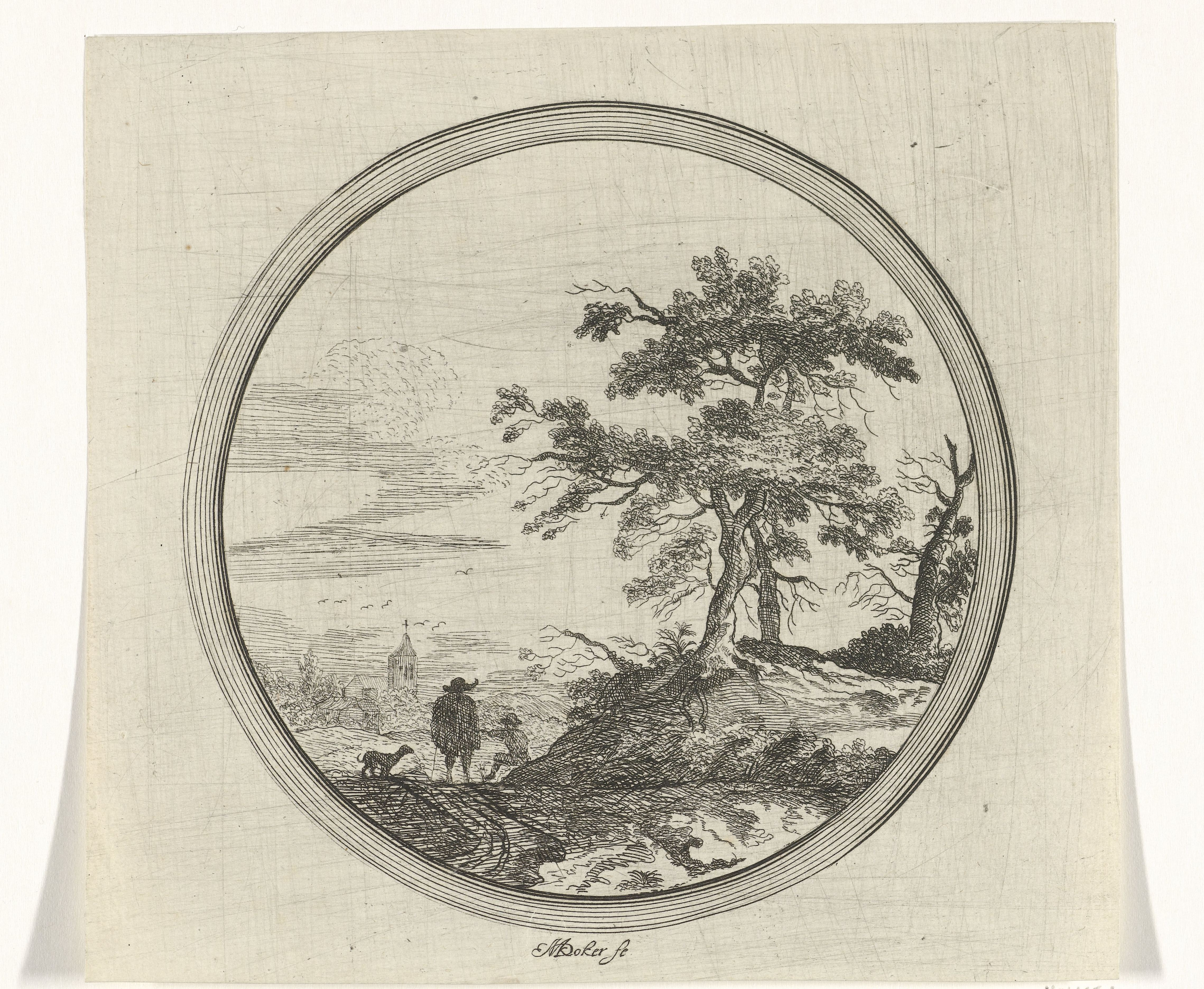
Landschaft mit zwei Männer und einem Hund (Rijksmuseum Amsterdam)
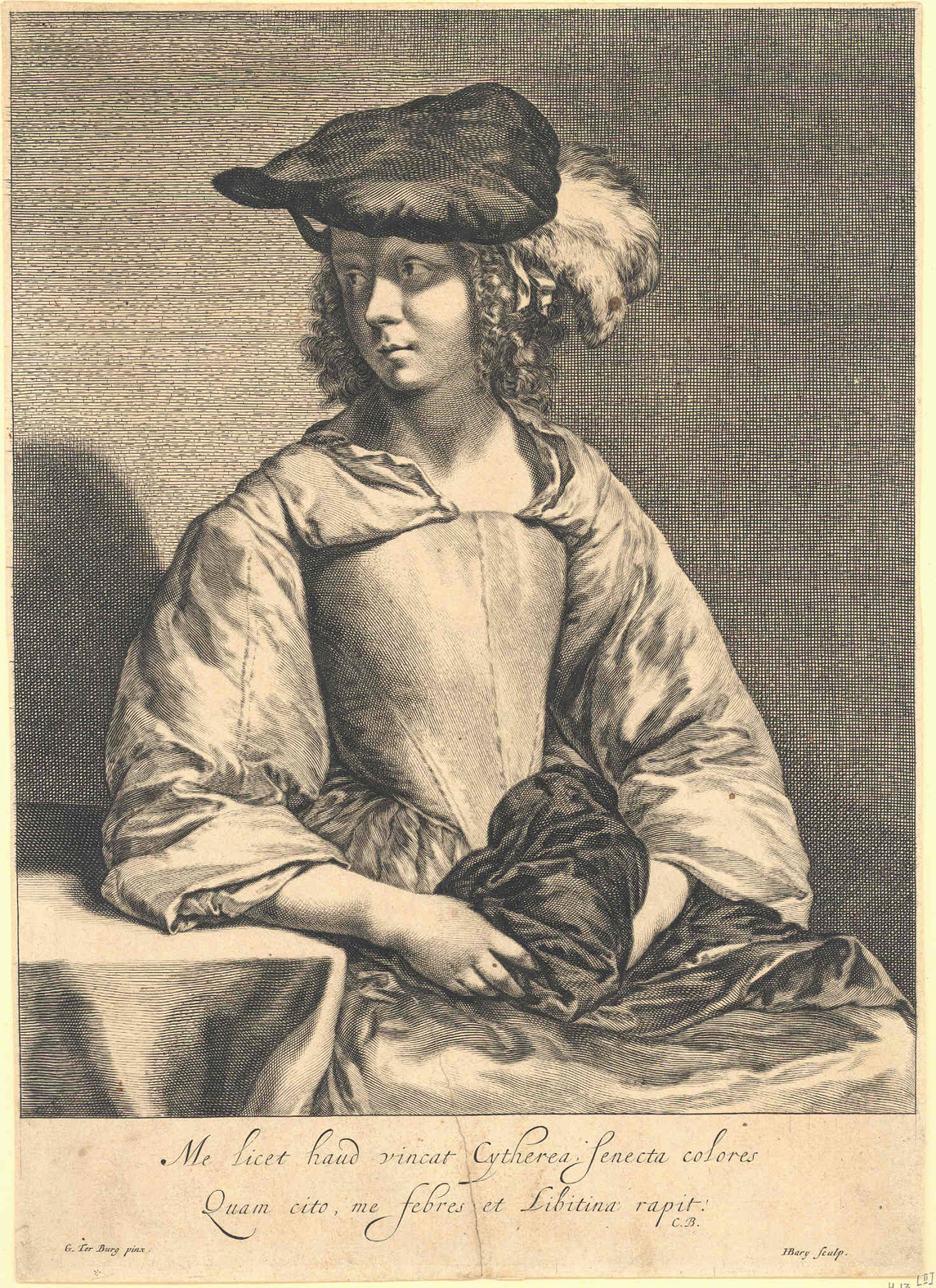
Junge Frau mit Federhut (möglicherweise ein Porträt Anna Maria de Kokers, Universitätsbibliothek Leiden)
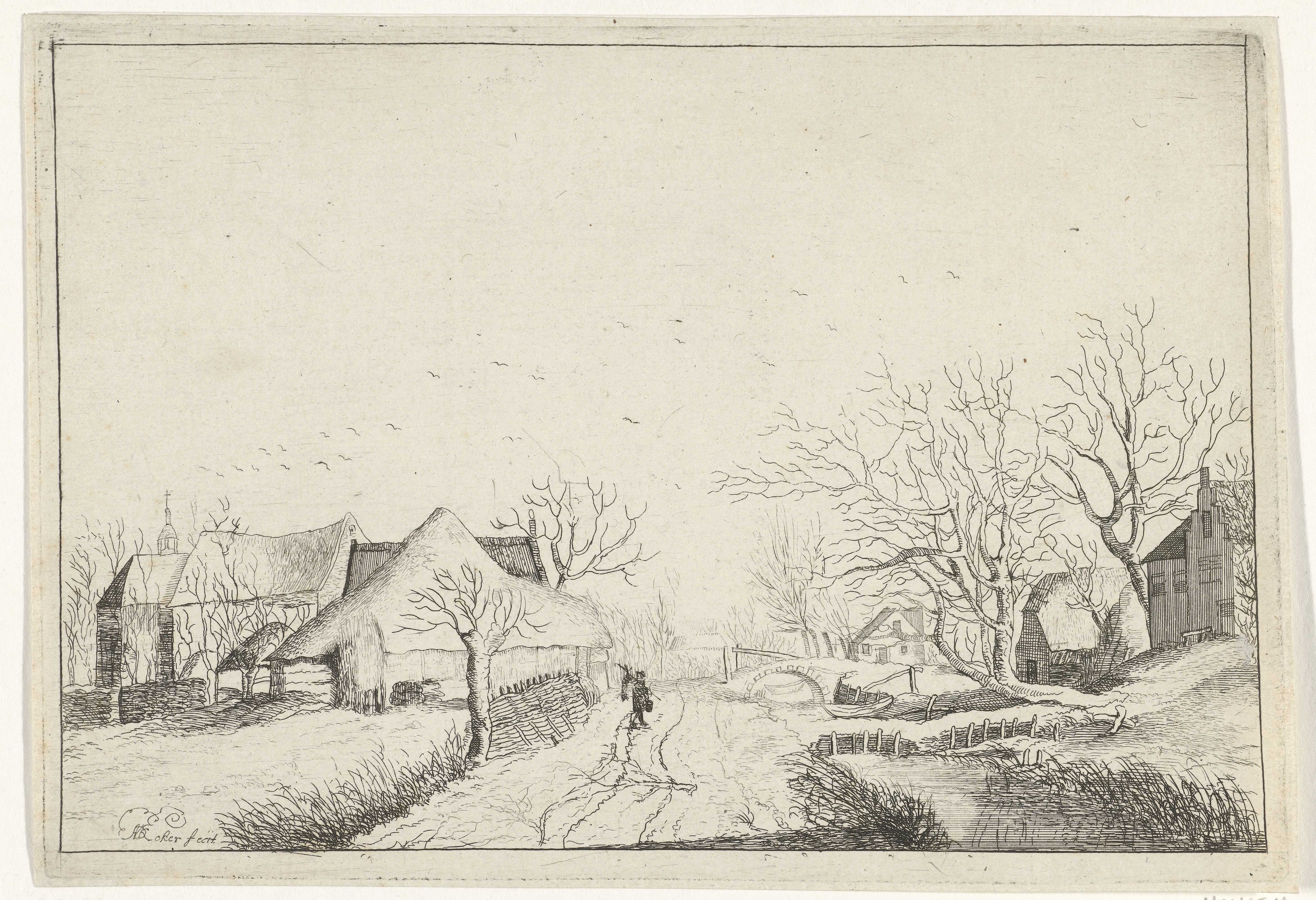
Landschaft im Winter (Rijksmuseum Amsterdam)
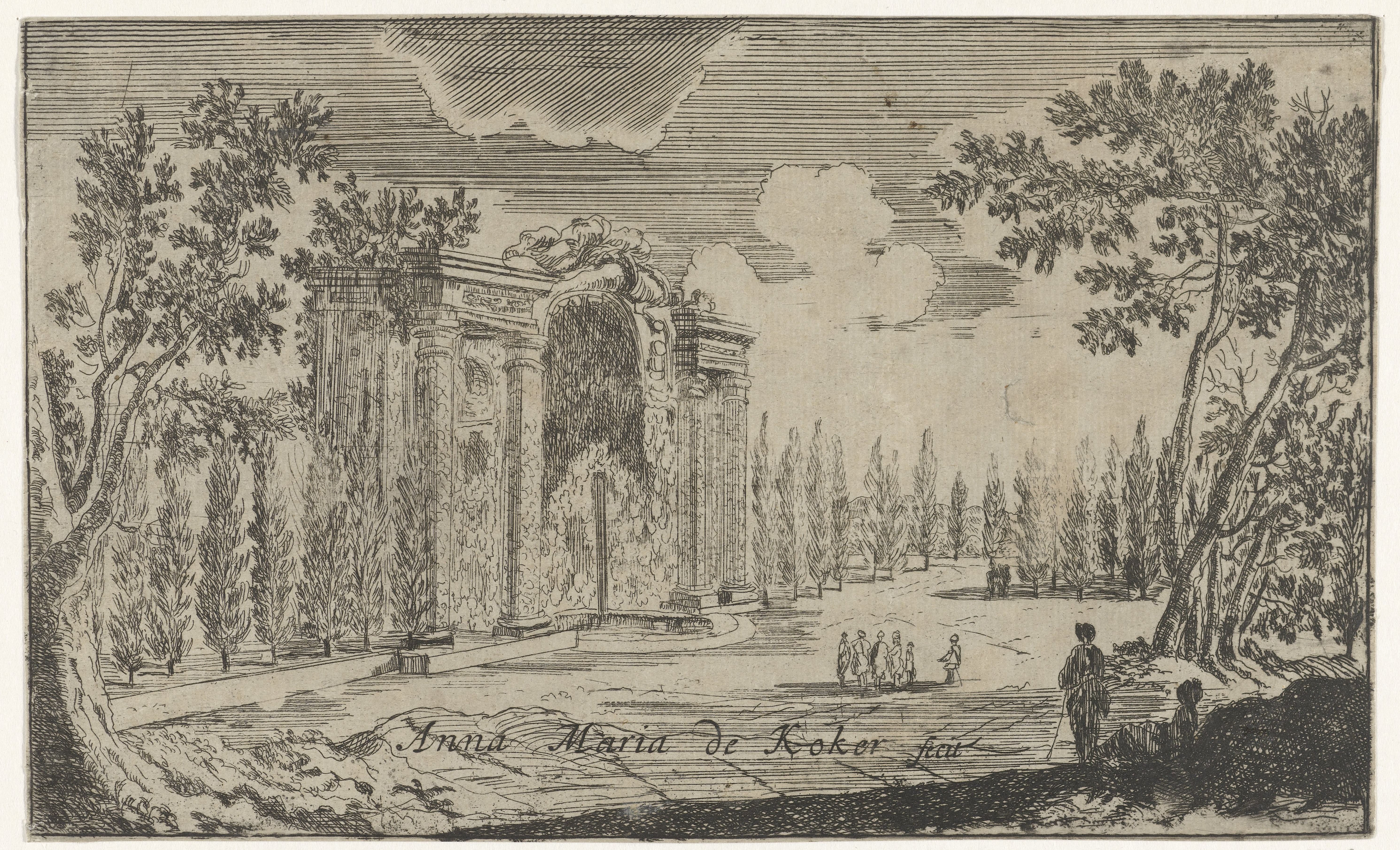
Park mit Brunnen (Rijksmuseum Amsterdam)